# Kurbàtovo
Kurbàtovo (en rus: Курбатово) és un poble del krai de Krasnoiarsk, a Rússia, que en el cens del 2010 tenia 45 habitants. Pertany al districte de Balakhtà.